# Формувальні піски
Піски формувальні (рос. формовочные пески, англ. moulding sands; нім. Formsande m pl, Giesssande m pl) – пухкі осадові гірські породи, які відіграють головну роль у приготуванні формувальних і стержневих сумішей (85-95%), з яких в ливарному виробництві готують разові форми і стержні.
Формувальні піски являють собою незцементовані гірські породи, які складаються з частинок розміром 0,05–2,5 мм і містять до 50% частинок дрібніше 0,022 мм (глиниста складова), а також мають властивості, які дозволяють виготовляти формувальні суміші, що забезпечують отримання якісних відливок. Їх основою є кварц.

## Класифікація
У залежності від вмісту кремнезему, глинистої складової і шкідливих домішок розрізняють 11 класів формувальних пісків: збагачені (Об1К, Об2К, Об3К), кварцові (1К, 2К, 3К, 4К), пісні (П), напівжирні (Н), жирні (Ж), дуже жирні (ДЖ). У залежності від розміру зерен розділяються на групи, що визначаються за номером середнього з трьох суміжних сит, на яких залишається більше 70% піску: грубі (063), дуже великі (04), великі (0315), середні (02), дрібні (016), дуже дрібні (01), тонкі (0063), пилоподібні (005).

## Родовища
Загальна кількість родовищ формувальних пісків, врахованих Державним балансом запасів корисних копалин України, – 22. З них на межі ХХ – XXI ст. розроблялося 9. Запаси (А+В+С1) бл. 900 млн т. Найбільшим є Часовярське родовище (запаси бл. 270 млн т).
Промислові родовища формувальних пісків і перспективні об’єкти залягають в крейдових, палеогенових, неогенових і четвертинних товщах ДДВ і Українського щита. Це переважно утворення: бучакської, харківської, полтавської світ сарматського і понтичного ярусів, в меншій мірі – в четвертинних товщах.
Найбільші родовища П.ф. приурочені, г.ч., до сучасних річкових, а також мезозойських, палеогенових і неогенових морських і озерних відкладів. Прикладами є родовища в Україні, на Північному Кавказі, в Підмосков’ї, на Уралі і в багатьох інших місцях. Усі відомі родовища формувальних пісків в Україні належать до осадових родовищ, морських і континентальних. Континентальні мають другорядне значення. Серед них нещодавно почали застосовувати лише річкові (руслові і терасові алювіальні) піски Дніпра після збагачування. Всього в Україні відомо близько 40 родовищ і проявів формувальних пісків, пов’язаних з алювіальними відкладами. Це родовища в Харківській (Малинівське, Чугуївське та ін.), Київській (Вигурівське, Гнідинське та ін.), Рівненській, Черкаській, Дніпропетровській, Кіровоградській, Сумській, Вінницькій, Миколаївській областях. Серед них важливим і добре вивченим є Малинівське родовище. Найбільше розповсюджені морські родовища формувальних пісків. Вони характеризуються добре відсортованим матеріалом, великими розмірами і спокійними умовами залягання пісків. Із 220 відомих родовищ і проявів формувальних пісків в Україні близько 170 (понад 80%) припадає на морські відклади, які забезпечують формувальними пісками ливарне виробництво України. Серед них найбільші: Оріхівське, Гусарівське, Вишнівське, Вільногірське, Часовоярське та ін.
В Дніпропетровському блоці УЩ в полтавській світі (сарматський ярус) відомо 6 родовищ формувальних пісків (потужністю до 30 м), приурочені до палеодолини р. Дніпро.

## Застосування
Формувальні піски застосовуються в ливарному виробництві як основний формувальний матеріал. Вміст їх в формувальних і стержневих сумішах складає переважно 85-95%. Якість суміші залежить від властивостей піску, до якого в ливарному виробництві пред’являються жорсткі вимоги. Основне значення має розмір зерен, степінь їх однорідності і мінеральний склад.
Якість формувальних пісків регламентується ДЕСТом 2138-82 відповідно з яким до формувальних відносять піски, які складаються не менше ніж на 50% із зерен кварцу з глинистою складовою (частини розміром менше 0,22 мм). По концентрації глинистої складової і кремнезему піски підрозділяються на 11 класів: - кварцові (1к, 2к, 3к, 4к), пісні (п), напівжирні (нп), жирні (ж), дуже жирні (дж) і ще в тому числі 3 класи збагачених (зб). По розміру зерен виділяється 8 груп; група піску позначається номером середнього сита основної фракції: грубі (063), дуже великі (04), великі (0315), середні (02), дрібні (016), дуже дрібні (01), тонкі (0063), пороховидні (005).
По переважанню  залишку на одному з крайніх сит фракції, піски всіх груп підрозділяються на категорії А – на верхньому ситі і категорії В на нижньому ситі.
Шкідливі домішки в пісках: сульфідна сірка (менше 0,05%), оксиди лужні, лужноземельних елементів і заліза.
Комбінація різних класів і груп з урахуванням газо проникнення і міцності при оптимальній вологості дає можливість виділити 75 марок формувальних пісків.
Застосування тої чи іншої марки залежить від характеру відлитих деталей, їх розмірів, від виду розлитого металу і іншого. Для формовки великих деталей чавунного і сталевого лиття застосовують більш грубі піски і навпаки для малих деталей, особливо тонкого, художнього і кольорового лиття – більш дрібні піски.
Велике значення має вогнетривкість формувальних пісків. Чим більший вміст SiO2 в пісках, тим вища їх вогнетривкість.
В даний час в ливарному виробництві найбільш частіше використовуються марки  1КО16, 2КО16, 2КО315, 1КО2 і 2КО2, із не кварцових – ПО16.
В Україні біля 60% добутку всіх формувальних пісків складають збагачені кварцові піски марки Зб 3КО2Б і Зб КО16А, які одержують на Верхньодніпровському гірничо-металургійному комбінаті при розробці і збагаченню титано-цирконових розсипних руд.
Достатньо широко в металургії України застосовують малокварцові, глинисті піски, напівжирні і жирні піски марки ПО16, ПО1, ПОО63, ТО4А і Б 1016, ЖО63, питома вага яких в загальному видобутку  держави досягає 30%.